# Giovan Battista Minucci
Giovan Battista Minucci (Cittareale, 28 luglio 1680 – Policastro, 1767) è stato un religioso e vescovo cattolico italiano.

## Biografia
Fu ministro generale dell'Ordine minore conventuale dal 1741 al 1747. Il 15 maggio 1747 fu nominato vescovo di Policastro. Ricevette l'ordinazione episcopale il successivo 23 maggio da papa Benedetto XIV che fu assistito nel rito dai vescovi Felice Solazzo Castriotta e Antonio Falangola. Si dimise il 20 novembre 1761.

## Genealogia episcopale
La genealogia episcopale è:
- Cardinale Scipione Rebiba
- Cardinale Giulio Antonio Santorio
- Cardinale Girolamo Bernerio, O.P.
- Arcivescovo Galeazzo Sanvitale
- Cardinale Ludovico Ludovisi
- Cardinale Luigi Caetani
- Cardinale Ulderico Carpegna
- Cardinale Paluzzo Paluzzi Altieri degli Albertoni
- Papa Benedetto XIII
- Papa Benedetto XIV
- Vescovo Giovan Battista Minucci, O.F.M.Conv.